# Zygmunt Ludwik Tomaszewski
Zygmunt Ludwik Tomaszewski (ur. 4 kwietnia 1886 w Staruni, zm. ?) – polski prawnik, działacz niepodległościowy, major rezerwy piechoty Wojska Polskiego, podinspektor Policji Państwowej i Państwowego Korpusu Bezpieczeństwa.

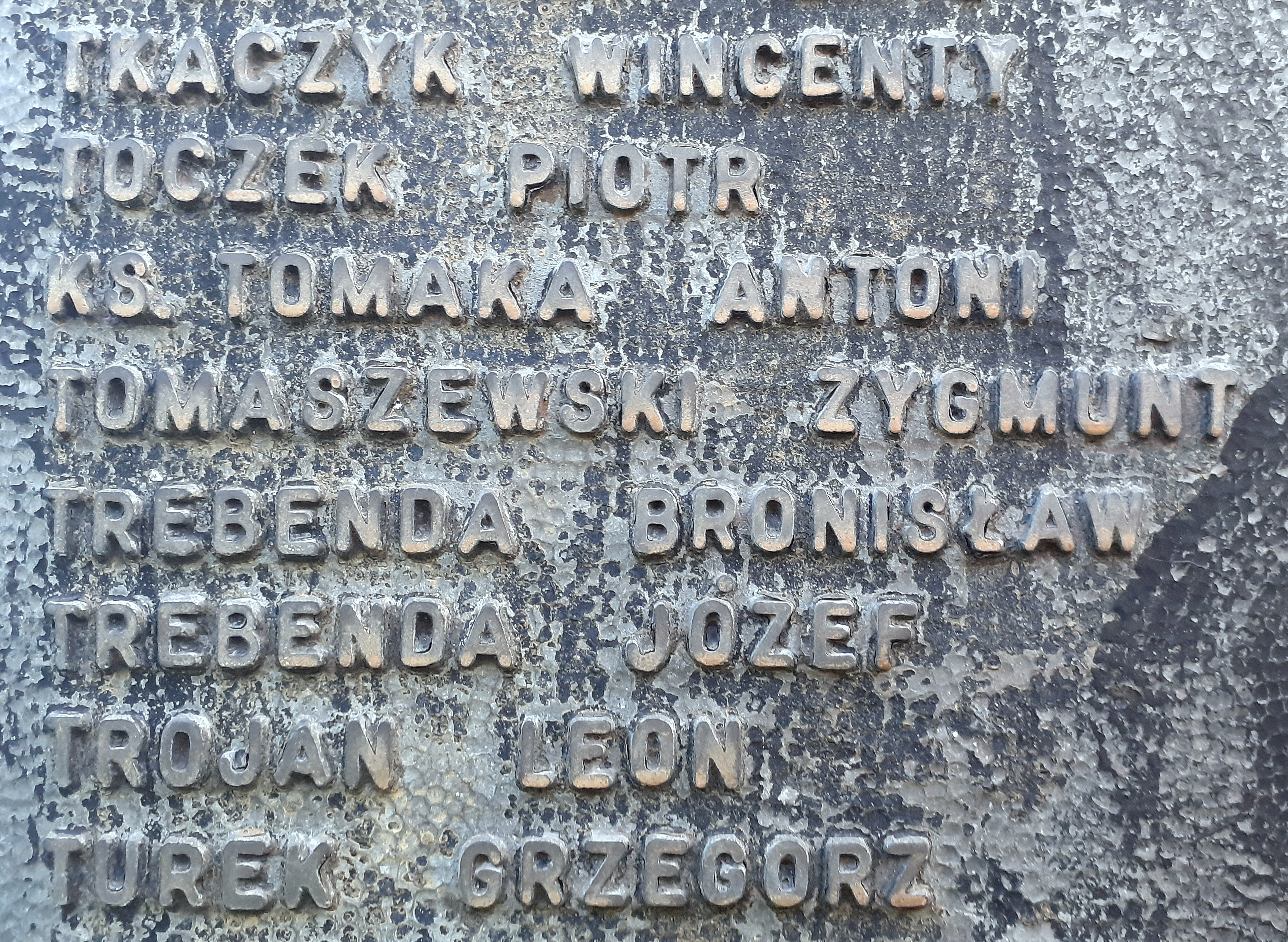
Upamiętnienie na Mauzoleum w Sanoku

## Życiorys
Zygmunt Ludwik Tomaszewski urodził się 4 kwietnia 1886 w Staruni, w rodzinie Joachima Tomaszewskiego (zm. 1925) i Olgi z dom Hordyńskiej. Miał siostrę Zofię Julię (1898–1978), od 1921 zamężną z oficerem Policji Państwowej, Eugeniuszem Hassem.
W 1904 zdał z odznaczeniem egzamin dojrzałości w C. K. Gimnazjum Męskim w Sanoku  (w jego klasie byli m.in. Zdzisław Adamczyk, Stanisław Charzewski, Witold Fusek, Bolesław Mozołowski, Bronisław Praszałowicz, Kazimierz Świtalski). Przed 1912 ukończył studia prawnicze. Uchwałą Rady Miejskiej w Sanoku z 1907 oraz ponownie w 1912 został uznany przynależnym do gminy Sanok. W 1912 jako praktykant sądowy został mianowany przez C. K. Sąd Krajowy we Lwowie auskultantem. Od około 1913 był auskultantem przy C. K. Sądzie Obwodowym w Sanoku (analogicznie  B. Mozołowski, B. Praszałowicz, Władysław Żarski, Michał Drwięga).
Przed 1914 działał w organizacjach patriotyczno-niepodległościowych w Sanoku. Był działaczem sanockiego gniazda Polskiego Towarzystwa Gimnastycznego „Sokół” (1912, do sanockiego „Sokoła” należał wówczas także jego ojciec), w wydziale którego był zastępcą sekretarza i bibliotekarza (1919). Działał w Towarzystwie Młodzieży Polskiej „Znicz” (np. w 1905 wygłaszał wykłady; pt. Konstytucja w Rosji i jej znaczenie, O samodzielności Galicji), w styczniu 1906 został wybrany członkiem wydziału. Został zaprzysiężony członkiem założonej w 1911 Komendy Miejscowej „Armii Polskiej” w Sanoku, skupiającej byłych członków „Znicza”, był współorganizatorem kursu podoficerskiego, pełniąc funkcje instruktora ds. nauczania teorii strzelania, służby polowej, taktyki i musztry (wraz z nim w komendzie działali Bronisław Praszałowicz, Władysław Żarski – wszyscy trzej byli pracownikami w sferze prawa - sądownictwa bądź adwokatury); został członkiem powstałej w 1912 VII Drużyny Strzeleckiej w Sanoku i był jej dowódcą na przełomie 1912/1913, był instruktorem LXIX PDS w Brzozowie; ponadto działał także na rzecz Sanockiej Chorągwi Drużyn Bartoszowych jako instruktor.
Po wybuchu I wojny światowej został powołany do szeregów c. i k. armii w pierwszych dniach mobilizacji. Jako chorąży w grudniu 1914 został mianowany porucznikiem rezerwy przy 55 pułku piechoty. Dekretem Wodza Naczelnego Józefa Piłsudskiego z 19 lutego 1919 jako były oficer armii austro-węgierskiej został przyjęty do Wojska Polskiego z dniem 1 stycznia 1918 wraz z zatwierdzeniem posiadanego stopnia porucznika ze starszeństwem z dniem 1 sierpnia 1916. Rozkazem z tego samego dnia 19 lutego 1919 szefa Sztabu Generalnego płk. Stanisława Hallera został mianowany komendantem kompanii powiatu sanockiego od 1 listopada 1918. Później został awansowany na stopień majora rezerwy piechoty ze starszeństwem z dniem 1 czerwca 1919. W 1923, 1924 był najwyższym stopniem oficerem rezerwowym 2 pułku Strzelców Podhalańskich w Sanoku. W 1934, jako major rezerwy piechoty był Oficerskiej Kadrze Okręgowej nr III jako pełniący służbę w Policji Państwowej w stopniach oficerów P.P. i pozostawał wówczas w ewidencji Powiatowej Komendy Uzupełnień Wilno Miasto.
Po odzyskaniu przez Polskę niepodległości został funkcjonariuszem Policji Państwowej. W latach 30. służył w stopniu podinspektora. Przed 1939 sprawował stanowisko szefa Inspekcji Komendy Wojewódzkiej PP w Wilnie.
Podczas II wojny światowej w sierpniu 1943 objął funkcję komendanta Państwowego Korpusu Bezpieczeństwa w strukturze Okręgowej Delegatury Rządu „Wilno” (po aresztowaniu asp. Mieczysława Łygi). Po wkroczeniu sowietów został aresztowany przez NKGB w grudniu 1944. W ramach Apelu Poległych uczniów sanockiego gimnazjum w publikacji z 1958 Józef Stachowicz podał, że Zygmunt Tomaszewski zginął podczas II wojny światowej w nieznanym miejscu.

## Ordery i odznaczenia
- Srebrny Krzyż Zasługi (13 grudnia 1928)[43]

## Upamiętnienie
W 1962 Zygmunt Tomaszewski został upamiętniony wśród innych osób wymienionych na jednej z tablic Mauzoleum Ofiar II Wojny Światowej na obecnym Cmentarzu Centralnym w Sanoku.